# 沂山

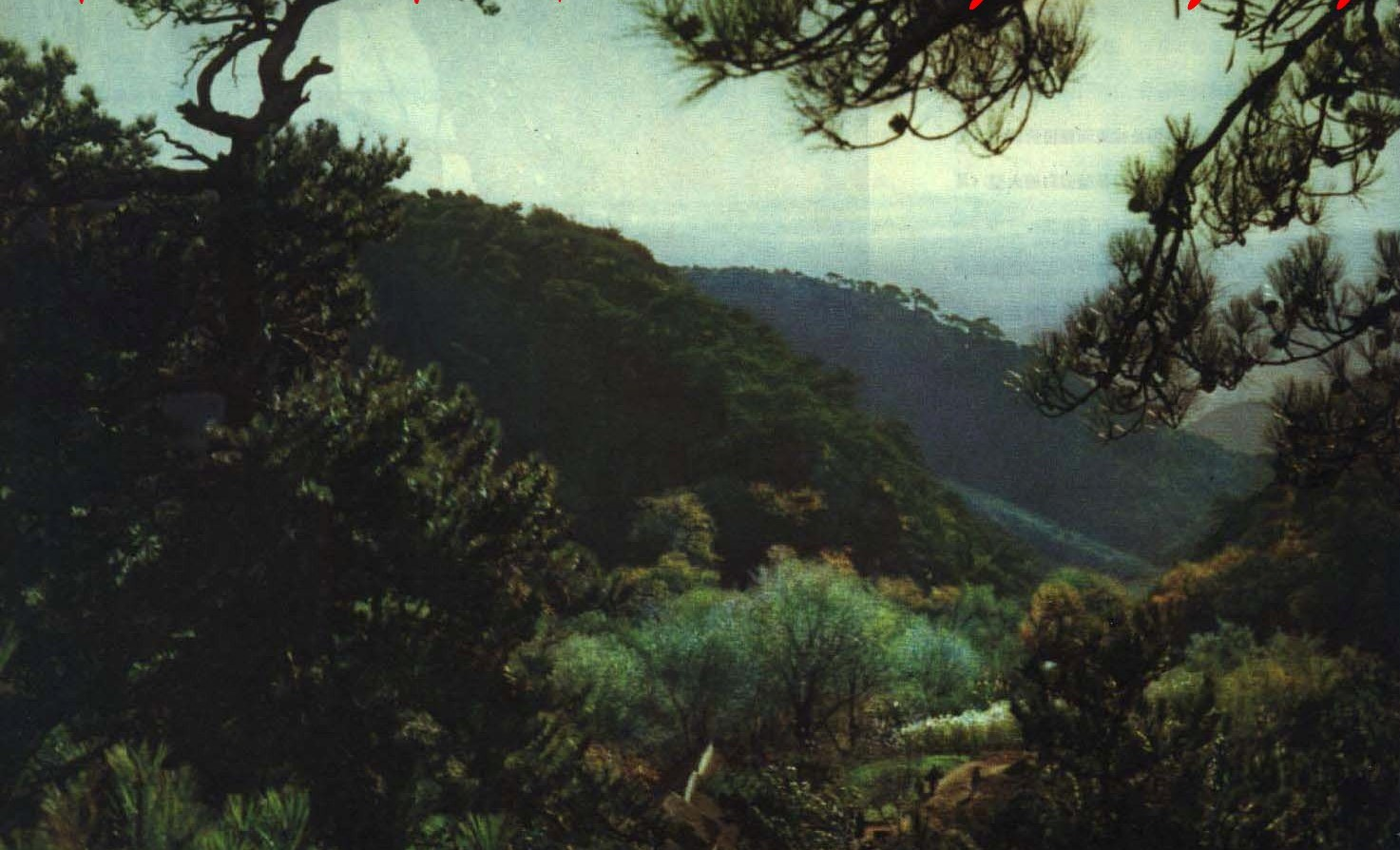
1963年沂蒙山的沂山

沂山，又称“海岳”，“海岱”，“东镇”，位于中国山东省潍坊市临朐县境内，在县城以南45公里。是沂蒙山的组成部分。主峰玉皇顶海拔1032米。
沂山别称“东泰山”，居中国五大镇山之首，素有“泰山为五岳之尊，沂山为五镇之首”之名。因沂山为中国东海向内陆的第一座高山，有“大海东来第一山”之说，沂山又被誉为“鲁中仙山”。《史记》载黄帝曾登封沂山。古代共有16位皇帝登封于此。
沂山所属的沂蒙山风景区为国家AAAAA级旅游区。设有沂山国家森林公园。

## 延伸阅读
[在维基数据编辑]
 《欽定古今圖書集成·方輿彙編·山川典·沂山部》，出自陈梦雷《古今圖書集成》